# Burlingame, Kalifornien
Burlingame är en stad (city) i San Mateo County, i delstaten Kalifornien, USA. Enligt United States Census Bureau har staden en folkmängd på 29 157 invånare (2011) och en landarea på 11,4 km².